# Ямбай
Ямба́й (рос. Ямбай, чув. Ямпай) — присілок у складі Урмарського району Чувашії, Росія. Входить до складу Челкасинського сільського поселення.
Населення — 200 осіб (2010; 213 у 2002).
Національний склад:
- чуваші — 100 %